# Jordan Journal of Mechanical and Industrial Engineering
Jordan Journal of Mechanical and Industrial Engineering (abrégé en JJMIE) est une revue scientifique à comité de lecture publiée par l'Université Hachémite et le Ministère de l'Enseignement Supérieur et la Recherche Scientifique de Jordanie depuis 2007. Ce journal bisannuel en libre accès publie des articles dans le domaine de l'ingénierie et plus particulièrement dans certains aspects du génie mécanique et du génie industriel.
Le directeur de publication est Mousa S. Mohsen (Université Hachémite, Jordanie).